# Lea Kuhar
Lea Kuhar je slovenska filozofinja, sociologinja kulture in raziskovalka,* 6. januar 1990. 
Med letoma 2016 in 2020 je delala kot mlada raziskovalka na Filozofskem inštitutu ZRC SAZU. Leta 2020 je zagovarjala doktorsko disertacijo na Podiplomski šoli ZRC SAZU, kjer je bila doktorska študentka modula Transformacija moderne misli – filozofija, psihoanaliza, kultura. Je avtorica več znanstvenih člankov, objavljenih tako v domačih, slovenskih, kot tudi tujih revijah. V svojih delih se osredotoča na marksizem, epistemologijo in sodobno politično filozofijo. Trenutno deluje kot članica programskega odbora inštituta za delavske študije, urednica revije Borec in samostojna raziskovalka.

## Dela na področju filozofije
Svojo doktorsko disertacijo pod temo "Nemožni objekt kritike politične ekonomije" z naslovom Problem specifične predmetnosti v Marxovi kritiki politične ekonomije je pripravila pod mentorstvom red. prof. dr. Rada Rihe. V njej je raziskovala objekt filozofije oz. kritične teorije Karla Marxa. V raziskovanju se je usmerila na dve veji marksistične in filozofske misli, ki sta nastali v času šestdesetih, vendar sta se izoblikovali v različnih delih Evrope. Ena pod skupnim imenom Neue-Marx-Lektüre v Nemčiji, druga pa v Franciji v krogih Louisa Althusserja in njegovih študentov, današnjih glavnih predstavnikov sodobne francoske filozofije. V delu se je tako osredotočila na predmetnost in skozi analizo naslovila ontološki in epistemološki segment, katerima je dodala študij primera. Kot sourednica je ustvarila Platformo, zbornik študentov in študentk Podiplomske šole ZRC SAZU.  Leta 2020 je delovala kot predsednica komisije za izbor najboljšega mentorja v okviru društva Mlada akademija.  Za spletni portal Metina lista je leta 2021 v intervjuju za Meta PHoDcast spregovorila o vlogi filozofije v sodobni družbi in ločnici med političnim in znanstvenim delovanjem Marxa. Leta 2021 je na Maskinem seminarju, ki ga vodi časopis za scenske umetnosti Maska, predavala o melanholiji levice in resentimentu kot alternativi kapitalističnemu realizmu, katerega je Mark Fisher obravnaval kot vsesplošni občutek, da je kapitalistični produkcijski način najboljši in onemogoča možnosti po alternativi. V strokovni spletni reviji Alternator, katere cilj je tesnejša povezava znanstvenoraziskovalnih ustanov med seboj, je leta 2021 objavila članek z naslovom Kdo se boji kulturnega marksista?. V njem je obravnavala tri lastnosti desnice, ki se vzpostavijo s konstrukcijo kulturnega marksista, teorije zarote desnice, s katero naj bi levica poskušala s politično korektnostjo,  identitetnimi boji, feminizmom in podpiranjem migracij uničiti vrednote zahodne krščanske družbe.

### Platforma 1  in 2: zbornik študentk in študentov podiplomske šole ZRC SAZU
Leta 2019 je izšla Platforma 1, eno leto kasneje pa Platforma 2, v obeh je delovala kot sourednica in avtorica. Zbornika sta prostor v katerem so lahko študentke in študenti vseh študijskih modulov Podiplomske šole ZRC SAZU predstavili svoje raziskovalno delo. V njih so avtorji povezali prispevke iz različnih področji humanistike in družboslovja in pri tem izhajali iz raznolikega spektra raziskovalnih vprašanj.  V Platformi 1 v svojem prispevku Branje Althusserja aplicira simptomalno branje, tj. branje, ki ga je Althusser uporabil pri branju Marxovega Kapitala. Trdi, da je za ponovno aktualizacijo Althusserjeve misli potrebno pokazati, da tako kot marksistična filozofija tudi marksistična politika ne obstaja.

### "Celota je neresnično": uganka revolucije
Članek  " Celota je neresnično": uganka revolucije, ki je izšel leta 2017, prikazuje razvoj mišljenja dveh glavnih konceptov revolucionarne misli – koncepta resnice in celote. Temeljna teza dela je, da za mišljenje revolucije v današnjem času potrebujemo teorijo, ki bo znala vzpostaviti razmerje vednosti do neresničnega momenta družbene celote in na podlagi tega razmišljati o družbenem momentu necelosti, ne da bi ob tem zapadla v množico različnih pozicij.   

### Dela
- Problem specifične predmetnosti v Marxovi kritiki politične ekonomije: doktorska disertacija (2020)
- Platforma 1: zbornik študentk in študentov Podiplomske šole ZRC SAZU (2019)
- Platforma 2: zbornik študentk in študentov Podiplomske šole ZRC SAZU (2020)
- Prihodnost dela in šole: utopija ali distopija?(2020)

### Članki
- "Celota je neresnično": uganka revolucije. 2017. Mislimo revolucije: ob 100-letnici oktobrske revolucije, let. 45, št. 269 (2017), str. 105-115
- "Vsi bi študirali, nihče ne bi delal": o mitu študentskih privilegijev. 2014. Razpotja: revija humanistov Goriške, Let. 5, št. 17 (jesen 2014), str. 30-33
- Ekonomija (ne)zaupanja: primer bitcoina. 2018. Dialogi, let. 54, št. 7/8, str. 32-41
- Fatalizem dela. 2017. Borec: revija za zgodovino, literaturo in antropologijo, let. 69, št. 748/750, str. 72- 87
- Kaj je narobe z Mladim Karlom Marxom. 2018. Razpotja: revija humanistov Goriške, let. 9, št. 33, str. 96-97
- Kdo se boji kulturnega marksista?. 2021. Alternator, št. 24/2021
- Kriptoekonomija. 2019. V:Kam greš, tehnologija?: zbornik izvlečkov. Ljubljana: Znanstvenoraziskovalni center SAZU, Založba SRC, str.17
- Kritika politične ekonomije med znanostjo in filozofijo. V: Znanost in njeni pogoji: zbornik izvlečkov. Ljubljana: Znanstvenoraziskovalni center SAZU, Založba ZRC, Str. 16
- Množična potrošnja in svoboda - učna ura. 2013. FNM: filozofska revija za učitelje filozofije, dijake in študente, let. 20, št. 1/4, str. 80-83
- Materialism of Suﬀering and Left-wing Melancholia. 2019. Filozofski vestnik, let. 30, št. 1, str. 75- 90
- Object-oriented Critique of Political Economy. 2019. Filozofski vestnik. Let. 30, št. 3, str. 7-25

### Recenzije
- Recenzija knjige Molekularno rdeče: teorija za dobo antropocena (2020)
- Recenzija knjige Kontingenca, Hegemonija, Univerzalnost (2019)
- Recenzija knjige Rojstvo biopolitike (2016)